# Petalocephala rubromarginata
Petalocephala rubromarginata är en insektsart som beskrevs av Kato 1931. Petalocephala rubromarginata ingår i släktet Petalocephala och familjen dvärgstritar. Inga underarter finns listade i Catalogue of Life.